# LwIP
lwIP (lightweight IP) est une pile TCP/IP open source largement utilisée pour le développement de systèmes embarqués. lwIP a été développé à l'origine par Adam Dunkels (en) au Swedish Institute of Computer Science (en) et est maintenant développé et maintenu par un réseau de développeurs répartis dans le monde entier.
L'un des objectifs de l'implémentation de lwIP est de réduire l'utilisation des ressources tout en ayant un module TCP le plus complet possible. Cela rend l'utilisation de lwIP parfaitement adaptée dans des systèmes embarqués avec quelques dizaines de kilooctets de RAM disponibles et environ de la place pour 40 kilooctets de code en ROM.
Voir aussi uIP.

## Options disponibles
- IP (Internet Protocol) incluant le transfert de paquets à travers de multiples interfaces réseau
- ICMP (Internet Control Message Protocol) pour le diagnostic et la maintenance réseau
- IGMP (Internet Group Management Protocol) pour la gestion du trafic multicast
- UDP (User Datagram Protocol) incluant des extensions encore expérimentales pour UDP-lite
- TCP (Transmission Control Protocol) avec contrôle de la congestion, estimation de RTT et mécanismes de reprise rapide/retransmission rapide
- raw/native API pour des performances améliorées
- Berkeley sockets pour la portabilité des applications
- DNS (pour la résolution de noms de domaines)
- SNMP (Simple Network Management Protocol)
- DHCP (Dynamic Host Configuration Protocol)
- AUTOIP (en) (pour IPv4, conforme à la RFC 3927)
- PPP (Point-to-Point Protocol)
- ARP (Address Resolution Protocol) pour Ethernet